# Лаврентьев, Владимир Иванович
Влади́мир Ива́нович Лаврентьев (1912, Санкт-Петербург — неизвестно) — советский футболист, нападающий.

## Биография
Всю недолгую карьеру в командах мастеров провёл в ленинградском «Сталинце». Пришёл в команду ЛМЗ в 1935 году. В 1936—1937 годах в группе «Б» провёл 13 матчей, забил пять мячей. В 1938 году в 11 матчах забил один мяч.
С 1931 года работал на заводе «Красный выборжец», был начальником механической лаборатории.
Участник Великой Отечественной войны, кавалер ряда наград.